# 北川力夫
北川 力夫（きたがわ りきお、1921年（大正10年）11月11日 - 没年月日不詳）は、日本の官僚。元厚生事務次官。滋賀県出身。妻の兄・草場敏郎は三井銀行社長。

## 来歴
東京帝国大学法学部卒業後、内務省に入省。岐阜県属。厚生省医務局次長、年金局長、保険局長を経て、1975年（昭和50年）に社会保険庁長官、1976年（昭和51年）厚生事務次官に就任。
1977年（昭和52年）に退官後は、医療金融公庫総裁、全国土木建築国民健康保険組合理事長を歴任した。1993年（平成5年）には勲二等旭日重光章を受章した。

## 略歴
- 1944年（昭和19年） 東京帝国大学法学部卒業
- 1946年（昭和21年） 内務省入省
- 1955年（昭和30年）3月22日 厚生大臣秘書官事務取扱
- 1958年（昭和33年）7月16日 厚生省医務局管理課長
- 行政管理庁行政管理局管理官
- 1963年（昭和38年）7月17日 社会保険庁医療保険部健康保険課長
- 1965年（昭和40年）6月15日 社会保険庁長官官房経理課長
- 1966年（昭和41年）5月9日 長官官房総務課長併任
- 1966年（昭和41年）6月1日 社会保険庁長官官房総務課長
- 1966年（昭和41年）8月26日 厚生省大臣官房人事課長
- 1967年（昭和42年）9月19日 厚生省医務局次長
- 1971年（昭和46年）1月8日 厚生省年金局長
- 1972年（昭和47年）6月27日 厚生省保険局長
- 1975年（昭和50年）7月8日 社会保険庁長官
- 1976年（昭和51年）10月15日 厚生事務次官
- 1977年（昭和52年）8月23日 退官
- 1977年（昭和52年）8月26日 医療金融公庫総裁
- 1993年（平成5年）4月29日 叙勲二等授旭日重光章